# Dos (natation)
Pour les articles homonymes, voir Dos (homonymie).

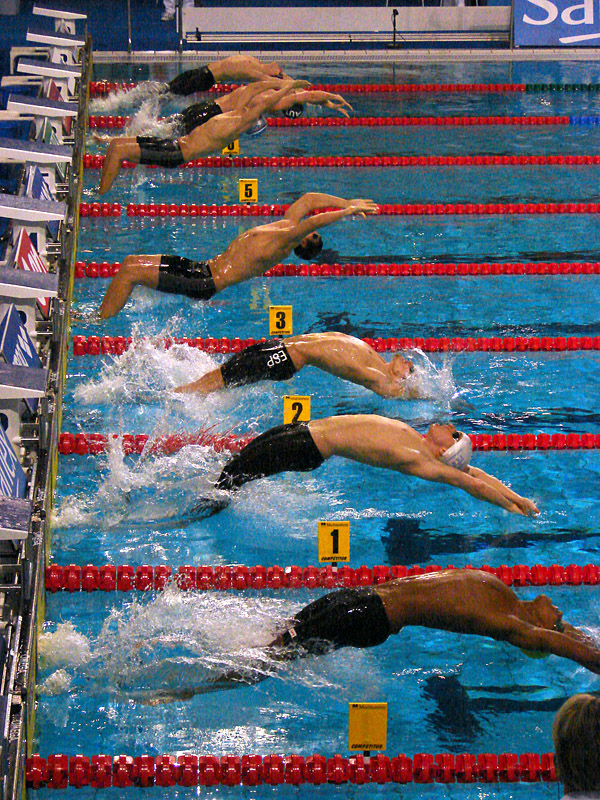
Un départ en dos.

Le dos est un des quatre styles de nage réglementés par la FINA, et le seul à se dérouler sur le dos. 
En général, les nageurs utilisent la technique dite du dos crawlé, considérée comme la plus rapide sur le dos. Le style consiste à nager sur le dos, en se propulsant à l'aide d'un mouvement alternatif des bras, et d'un battement de jambes. Par rapport aux autres styles de nage, le dos a l'avantage de ne pas poser trop de problèmes de respiration (respiration à chaque mouvement de bras), car le visage est en permanence hors de l'eau. En revanche, le nageur ne peut pas voir où il va : il doit donc prendre ses repères par rapport aux lignes des 5 m (matérialisées par des poteaux avec fanions au-dessus du bassin en compétition) et doit également compter ses mouvements de bras pour savoir à quel moment il effectuera son virage culbute. 
Le dos crawlé est également utilisé en water-polo lors de la reprise de défense, ce qui permet également aux joueurs de reprendre leur souffle tout en visualisant la position des attaquants adverses. 

## Histoire
Le dos apparait dans les épreuves olympiques de natation pour la première fois lors des Jeux olympiques de 1900 sur une distance de 200 mètres. 
Jusqu'aux Jeux olympiques de 1912 à Stockholm, le style utilisé est une application sur le dos des styles ventraux. Le plus souvent, les nageurs utilisent le « dos brassé », une sorte de brasse simultanée sur le dos : les bras tendus dans le prolongement du corps sont amenés dans un grand mouvement circulaire à plat rapide jusqu'aux cuisses ; là ils sont ramenés à la position initiale en passant le long du corps, sous l'eau, parfois mais rarement le nageur peut faire un retour aérien, avec le problème que ce type de retour amène la tête sous l'eau ; peu d'utilisation de mouvements de jambes, sauf chez les meilleurs car ils posent comme toujours un problème d'équilibre amenant la tête sous l'eau. Certains nageurs peuvent aussi utiliser une forme de trudgeon sur le dos. Le règlement de l'épreuve olympique de dos au début du XXe siècle évoque le départ dans l'eau, face au mur et la nécessité de réaliser toute la course sur le dos, sans autre détail. L'Américain Harry Hebner, dès les séries du 100 mètres dos aux Jeux olympiques de Stockholm utilise un style nouveau, avec un retour aérien alterné des bras et un battement de jambes, proche du « dos crawlé ». 
Une évolution majeure du style est l'adoption des bras courbés (plutôt que tendus) dans le mouvement aquatique, apparue dans les années 1930 chez les nageurs australiens. 
Une autre évolution majeure est l'adoption de la nage en ondulation et en immersion après le départ, utilisée par David Berkoff pour les Jeux olympiques de 1988.